# Palau de Zentene
El Palau de Zentene (en letó: Zentenes muiža) és un palau a la històrica regió de Zemgale, al municipi de Tukums de Letònia.

## Història
Originàriament els edificis van consistir en un estable, la casa d'un servent i un graner. La finca va ser construïda en estil clàssic tardà per al príncep Liven, basat en l'escola d'arquitectura de Berlín entre els anys 1845 i 1850.
Els antics propietaris de la finca Zentene eren Philipp von der Brüggen al voltant de 1540, el príncep von der Saken el 1818 i la família Liven a partir d'aleshores. A la dècada de 1920 l'edifici va passar a ser propietat pública, i des de 1938 va allotjar l'Escola Zentene.